# 毛叶蹄盖蕨
毛叶蹄盖蕨（学名：Athyrium suprapuberulum）为蹄盖蕨科蹄盖蕨属下的一个种。

## 扩展阅读
- 維基物種上的相關：毛叶蹄盖蕨